# Ivan Alechine
Ivan Alechine (nom de plume d'Ivan Alechinsky) est un poète et romancier belge né en 1952.
Il est le fils de Pierre Alechinsky et de Micky Dendael, et le frère de Nicolas Alquin.

## Œuvres
- Écoute, La Louvière, Belgique, Éditions le Daily-Bul, coll. « Les Poquettes volantes », 1977, 25 p. (BNF 34830433)
- Paix blanche et Murmures noirs, dessins de l'auteur, Paris, Éditions de La Différence, coll. « La Planète confuse », 1979, 127 p.  (ISBN 2-7291-0069-5)
- Départs , Paris, chez l'auteur, 1986, 8 p. (BNF 35299622)
- Superstitions, ill. de Robert Combas, Éditions Fata Morgana, Montpellier, France, 1985, 67 p. (BNF 312 2.1985)
- Les Effets de la dissimulation, ill. d'Alquin, Éditions Fata Morgana, Montpellier, France, 1988, 62 p. (BNF 34999912)
- Misère de la vie sans Dieu, linos de Patrick Depin, Paris, Éditions Ultramarine, 1990, 63 p.  (ISBN 2-905779-04-7)
- Grains de jour, L'Isle-sur-la-Sorgue, France, Éditions du Bois d'Orion, 1993, p.  (ISBN 290920104X)
- Où, gravures de Luc Doerflinger, Paris, Maeght Éditeur, coll. « Duos », 1999, 20 p. (BNF 37178405)
- Écluses pour l'encre , avec Jean Raine, poèmes et dessins à quatre mains, Villeurbanne, France, URDLA, 1999, 98 p. (BNF 37182400)
- Les Voleurs de pauvres, Paris, Éditions de La Différence, coll. « Littérature », 2001, 188 p.  (ISBN 2-7291-1344-4)[1],[2]
- Ici même ici, avec Nicolas Alquin, Serres-sur-Arget, France, Éditions Bernard Théry, 2004  (ISBN 2-9521532-0-5)
- Tapis et Caries , dessins de Pierre Alechinsky ; lettre de Christian Dotremont, Montpellier, France, Éditions Fata Morgana, 2006, 99 p.  (ISBN 2-85194-668-4)[3]
- Poca luz, photographies, avec Frédéric-Yves Jeannet, Mexico/Barcelona, RM editores, 2010, 135 p.  (ISBN 978-84-92480-81-4)
- Oldies, Paris, Éditions Galilée, coll. « Lignes fictives », 2012, 142 p.  (ISBN 978-2-7186-0866-2)[4],[5]
- Escarificaciones, traduction en espagnol de Tapis et caries, avec photographies de l'auteur modifiées par Francisco Toledo, Fondo de Cultura Economica, Mexique 2012 (g 78671 610607)
- Trébuchet, Éditions Galilée, coll. "Lignes fictives", 2015, 142p.  (ISBN 978-2-7186-0922-5)
- Détails secondaires, photographie, édition à 90 exemplaires, Imprimerie Quintas, Oaxaca, Oaxaca, Mexique 2015
- Enterrement du Mexique, avec dessins d'Eduardo Arroyo, Éditions Galilée, coll. "Lignes fictives", 2016,  (ISBN 978-2-7186-0949-2)
- Ni hablar, photographie et texte, édition à 90 exemplaires, Imprimerie Quintas, Oaxaca, Oaxaca, Mexique 2016
- Poème Maltais, avec lithographies de Marco Del Ré, Éditions Maeght, Paris 2018
- Énigmes et portraits dans la Sierra Madre, photographie, avec Perig Pitrou, Éditions Yellow Now, coll "Les carnets", Belgique, 2018 (g 782873 404383)
- Le Gyroscope humain, photographie et texte, édition à 90 exemplaires, Imprimerie Quintas, Oaxaca, Oaxaca, Mexique 2018[6]
- Belleville sur un nuage, photographie, avec Pierre Alechinsky, Éditions Yellow Now, coll "Les carnets", Belgique, 2019 (g 78873 404451)
- La India, photographie et texte, édition à 90 exemplaires, Imprimerie Quintas, Oaxaca, Oaxaca, Mexique 2019
- Divinités, Éditions Galilée, coll. "Incises", 2021, 116p.  (ISBN 978-2-7186-1018-4)
- Mexico solo, catalogue de l'exposition photographique éponyme au Musée de la photographie à Charleroi, avec Yves di Manno, Belgique, 2022